# Skansen Dawnych Sprzętów w Wambierzycach
Skansen Dawnych Sprzętów w Wambierzycach – prywatne muzeum z siedzibą we wsi Wambierzyce (powiat kłodzki). Placówka jest przedsięwzięciem Mariana Gancarskiego – wieloletniego sołtysa wsi, a jej siedzibą są pomieszczenia gospodarstwa agroturystycznego, prowadzonego przez właściciela (zmarłego w 2022).
Historia prezentowanej kolekcji sięga lat 60. XX wieku, kiedy to Marian Garncarski rozpoczął zbieranie poniemieckich sprzętów, znajdujących się w tutejszych gospodarstwach
(zabytki techniki, sprzęty codziennego użytku, militaria). W 1978 roku zakupił on podupadające gospodarstwo rolne w Wambierzycach (żeby zdobyć fundusze na zakup, konieczna była sprzedaż większej części zgromadzonej kolekcji), a w 1992 roku podjął decyzję o przekwalifikowaniu gospodarstwa na agroturystykę. Wtedy też rozpoczęło działalność również muzeum.
Aktualnie kolekcja liczy kilkanaście tysięcy eksponatów, z czego większość pochodzi z okresu od XVIII do XX wieku. W jej skład wchodzą zarówno pamiątki poniemieckie, jak i te pochodzące z lat powojennych. Wystawa umieszczona jest w pomieszczeniach dwóch budynków oraz na wolnym powietrzu. W skansenie prezentowane są:
- zabytki techniki, m.in. ciągnik Ursus C-45, dawne żelazka, radioodbiorniki, telewizory, wyposażenie kużni, maszyny i narzędzia włókiennicze, lampy,
- narzędzia i maszyny rolnicze,
- narzędzia rzemieślnicze, m.in. szewskie, kowalskie, ciesielskie i pszczelarskie,
- meble oraz narzędzia codziennego użytku, a także inne przedmioty użytkowe (zabawki, wyposażenie łazenki),
- przedmioty kultu religijnego,
- militaria – broń biała i palna, umundurowanie, odznaczenia i odznaki,
- skamieliny, minerały oraz wykopaliska archeologiczne,
- numizmaty,
- pozostałe kolekcje, m.in. kosztowności, ukrytych w słojach w 1945 roku, podków, trofeów łowieckich czy widokówek i zdjęć.

Ponadto na wolnym powietrzu znajdują się rzeźby (najstarsza – śpiącego rycerza – datowana na XVI wiek) oraz dawne płyty nagrobne.
Placówka należy do Stowarzyszenia Muzeów na Wolnym Powietrzu w Polsce. Muzeum jest obiektem całorocznym, czynnym codziennie. Wstęp jest płatny.
W ramach gospodarstwa działa również Mini ZOO, w którym zobaczyć można m.in. jelenia, daniele, sarny, strusie, dzikie świnie, kozy, bażanty, jastrzębie, różne rasy kur, nutrie oraz pstrągi i inne ryby.